# Гуґо Теорель
Аксель Гуґо Теодор Теорель (швед. Axel Hugo Theodor Theorell, нар. 6 липня 1903 — пом.15 серпня 1982) — шведський вчений та лауреат Нобелівської премії. Дослідження Теореля мали величезний вплив на розвиток біохімії.

## Біографія
Народився в Лінчепінгу. Навчався у знаменитій середній школі Katedralskolan в Лінчепінгу, яку успішно закінчив 23 травня 1921 року.
У вересні Теорель почав вивчати медицину в Каролінському Інституті і в 1924 році отримав ступінь бакалавра медицини. Після закінчення інституту Теорель протягом трьох місяців вивчав бактеріологію в Інституті Пастера (Париж) під керівництвом відомого вченого Альбера Кальмета.
У 1930 році Теорель став професором Каролінського Інституту. Все життя присвятив дослідженню ферментів (досліджував механізм дії алкогольдегідрогенази, вивчав токсичний вплив фториду натрію на кофактори ферментів). Теорель мав почесні звання багатьох університетів та товариств. За дослідження ферментів отримав Нобелівську премію з фізіології або медицини у 1955 році.